# فرودگاه ییچین
فرودگاه ییچین (به انگلیسی: Jičín Airport) (به زبان بومی: Letiště Jičín) یک فرودگاه همگانی است که یک باند فرود چمن دارد و طول باند آن ۱۰۰۰ متر است. این فرودگاه در کشور جمهوری چک قرار دارد و در ارتفاع ۲۶۳ متری از سطح دریا واقع شده‌است.